# Sotto la cintura
Sotto la cintura è il primo album in studio del gruppo musicale italiano OneMic, pubblicato il 1º gennaio 2005 da La Suite Records.

## Tracce
1. Intro – 1:12
2. Sotto la cintura – 3:44
3. Se la senti – 4:49
4. Non vedo, non sento, non parlo – 3:09
5. Curriculum Tha Goodfellas (Skit) – 0:36
6. 011 Unusual Jobs (feat. Principe) – 4:37
7. Tutto quello che mi resta – 3:34
8. Legendary Lyricalz Punchlinerz – 3:53
9. Longways (feat. Yoshi) – 4:52
10. Oltre – 3:43
11. Muoviti – 3:21
12. Mi azzardo a vivere – 3:41
13. Never Give Up (feat. Jake La Furia) – 4:07
14. Non di sangue – 4:10
15. Nel cuore della terra – 4:02
16. Medicine Woman (Skit) – 0:56
17. Mi confonde – 3:51
18. Le scelte che fai (feat. Mistaman) – 4:55
19. Siamo ancora là fuori (Skit) – 0:35
20. Black City – 4:02

## Formazione
Gruppo
- Raige – rapping, voce
- Ensi – rapping, voce
- Rayden – rapping, voce, produzione (tracce 3, 13 e 20)

Altri musicisti
- Principe – voce aggiuntiva (traccia 6)
- Yoshi – voce aggiuntiva (traccia 9)
- Jake La Furia – voce aggiuntiva (traccia 13)
- Mistaman – voce aggiuntiva (traccia 18)

Produzione
- Rubo – produzione (tracce 2, 4, 7, 9, 14, 17 e 18)
- Zonta – produzione (tracce 6 e 8)
- Beat Gym Team – produzione (traccia 10)
- Livio – produzione (traccia 11)
- DJ Shocca – produzione (traccia 12)
- Mastafive – produzione (traccia 15)